# Regeringen Anker Jørgensen I
Regeringen Anker Jørgensen I var Danmarks regering 5. oktober 1972 – 6. december 1973. Fungerede som forretningsministerium indtil 19. december 1973.
Ændringer: 27. september 1973
Den bestod af følgende ministre fra Socialdemokratiet:
- Statsminister: Anker Jørgensen
- Udenrigsminister: K.B. Andersen
- Finansminister: Henry Grünbaum
- Økonomi- og budgetminister: Per Hækkerup til 27. september 1973, derefter alene økonomiminister
- Arbejdsminister: Erling Dinesen
- Justitsminister: K. Axel Nielsen til 27. september 1973, derefter Karl Hjortnæs
- Fiskeriminister: Chr. Thomsen til 27. september 1973
- Minister for udenrigsøkonomi, europæiske markedsanliggender samt nordiske anliggender: Ivar Nørgaard
- Boligminister: Helge Nielsen til 27. september 1973, derefter Svend Jakobsen
- Indenrigsminister: Egon Jensen
- Minister for kulturelle anliggender: Niels Matthiasen
- Minister for Grønland: Knud Hertling
- Forsvarsminister: Kjeld Olesen til 27. september 1973, derefter Orla Møller
- Minister for offentlige arbejder og for forureningsbekæmpelse: Jens Kampmann til 27. september 1973, derefter minister for offentlige arbejder
- Socialminister: Eva Gredal
- Undervisningsminister: Knud Heinesen til 27. september 1973, derefter Ritt Bjerregaard
- Landbrugsminister: Ib Frederiksen fra 27. september 1973 landbrugs- og fiskeriminister
- Kirkeminister: Dorte Bennedsen
- Handelsminister: Erling Jensen
- Budgetminister: Knud Heinesen fra 27. september 1973
- Miljøminister: Helge Nielsen fra 27. september 1973